# Okręg Wlora
Okręg Vlora (alb. rrethi i Vlorës) – jeden z trzydziestu sześciu okręgów administracyjnych w Albanii; leży w południowo-zachodniej części kraju, w obwodzie Vlora. Liczy ok. 87 tys. osób (2008) i zajmuje powierzchnię 1609 km². Jego stolicą jest Wlora. 
Inne miasta: Himara, Orikum, Dhërmi, Palasë, Kocul i Selenica.